# Sidalcea hirsuta
Sidalcea hirsuta är en malvaväxtart som beskrevs av Asa Gray. Sidalcea hirsuta ingår i släktet axmalvor, och familjen malvaväxter. Inga underarter finns listade i Catalogue of Life.

## Bildgalleri

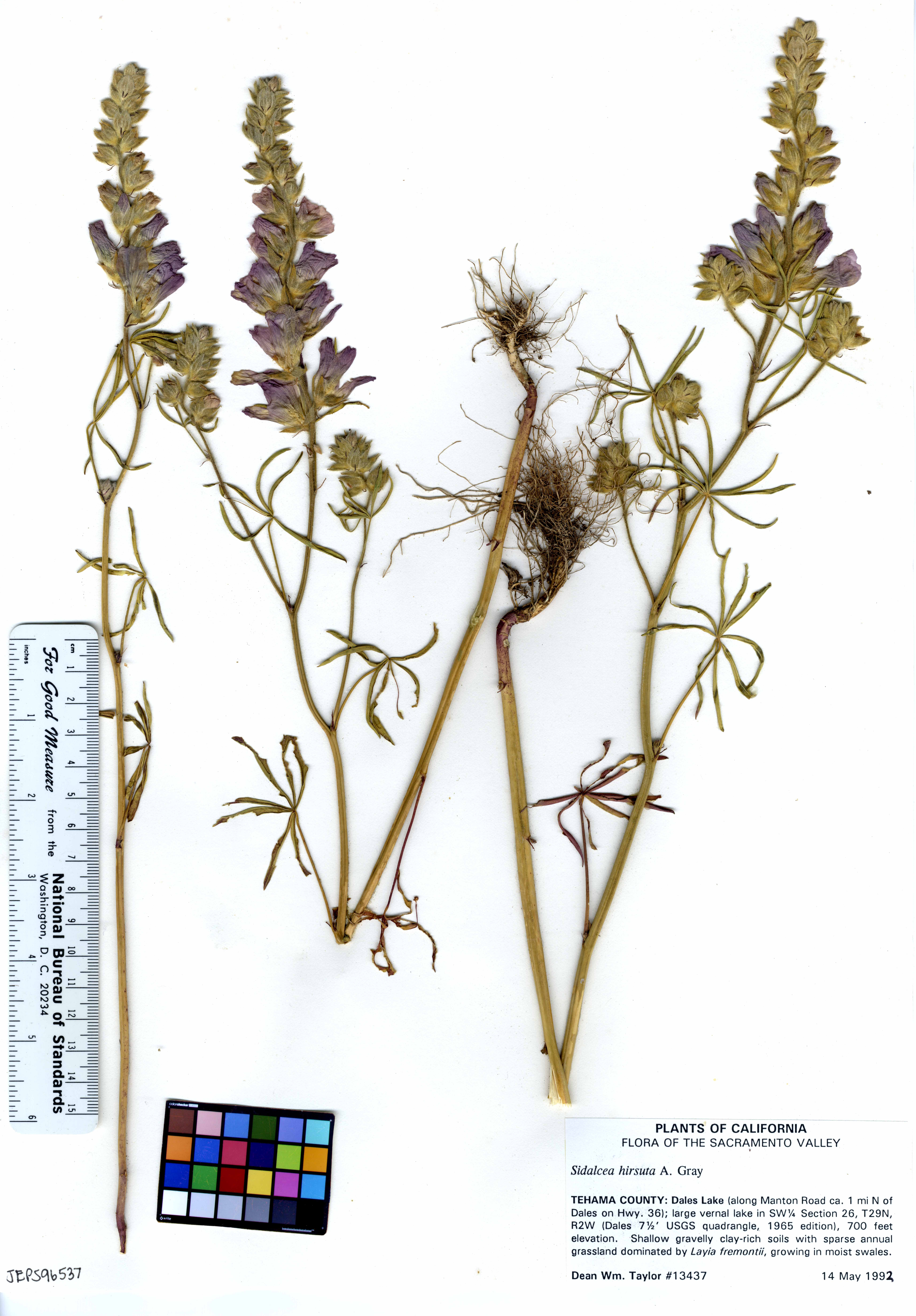